# Kaluđerovići
Kaluđerovići (en serbe cyrillique : Калуђеровци) est un village de Serbie situé dans la municipalité de Priboj, district de Zlatibor. Au recensement de 2011, il comptait 128 habitants.

## Démographie
| 1948 | 1953 | 1961 | 1971 | 1981 | 1991 | 2002 | 2011 |
| ---- | ---- | ---- | ---- | ---- | ---- | ---- | ---- |
| 463  | 546  | 573  | 513  | 399  | 245  | 164  | 128  |

|  |